# デトロイト映画批評家協会
デトロイト映画批評家協会（デトロイトえいがひひょうかきょうかい、Detroit Film Critics Society）は、ミシガン州デトロイトの映画評論家の組織である。略称はDFCS。

## デトロイト映画批評家協会賞

### 部門
- 主演男優賞
- 主演女優賞
- 監督賞
- 作品賞
- 助演男優賞
- 助演女優賞
- 新人賞（2007-2008年）
- ブレイクスルー演技賞（2009年以降）
- キャスト賞 / アンサンブル賞

### セレモニー
- 2007年 - 第1回
- 2008年 - 第2回
- 2009年 - 第3回
- 2010年 - 第4回
- 2011年 - 第5回
- 2012年 - 第6回
- 2013年 - 第7回
- 2014年 - 第8回
- 2015年 - 第9回
- 2016年 - 第10回
- 2017年 - 第11回
- 2018年 - 第12回
- 2019年 - 第13回
- 2020年 - 第14回
- 2021年 - 第15回